# Nuoto ai campionati mondiali di nuoto 2011 - 200 metri farfalla femminili
La specialità dei 200 metri farfalla femminili ai campionati mondiali di nuoto 2011 si è svolta presso lo Shanghai Oriental Sports Center di Shanghai, in Cina.
Le qualifiche per la semifinale si sono svolte la mattina del 27 luglio 2011, mentre la semifinale si è svolta la sera dello stesso giorno. La finale, invece, si è svolta la sera del 28 luglio 2011.

## Medaglie
| Posizione | Atleta       | Paese       |
| --------- | ------------ | ----------- |
| Oro       | Jiao Liuyang | Cina        |
| Argento   | Ellen Gandy  | Regno Unito |
| Bronzo    | Liu Zige     | Cina        |

## Record
Prima della manifestazione il record del mondo (WR) e il record dei campionati (CR) erano i seguenti.
| Record mondiale       | 2'01"81 | Liu Zige Cina               | 21 ottobre 2009 Jinan, Cina |
| Record dei campionati | 2'03"41 | Jessicah Schipper Australia | 30 luglio 2009 Roma, Italia |

Nel corso della competizione non sono stati migliorati record.

## Batterie
| Pos. | Atleta                 | Nazionalità   | Tempo   | Batteria | Corsia | Note |
| ---- | ---------------------- | ------------- | ------- | -------- | ------ | ---- |
| 1    | Natsumi Hoshi          | Giappone      | 2:07.34 | 4        | 5      |      |
| 2    | Zsuzsanna Jakabos      | Ungheria      | 2:07.60 | 4        | 6      |      |
| 3    | Kathleen Hersey        | Stati Uniti   | 2:07.91 | 5        | 6      |      |
| 4    | Ellen Gandy            | Regno Unito   | 2:08.14 | 5        | 5      |      |
| 5    | Zige Liu               | Cina          | 2:08.28 | 5        | 4      |      |
| 6    | Mireia Belmonte Garcia | Spagna        | 2:08.34 | 3        | 5      |      |
| 7    | Stephanie Rice         | Australia     | 2:08.43 | 4        | 2      |      |
| 8    | Liuyang Jiao           | Cina          | 2:08.47 | 4        | 4      |      |
| 9    | Jessicah Schipper      | Australia     | 2:08.62 | 4        | 3      |      |
| 10   | Teresa Crippen         | Stati Uniti   | 2:08.63 | 3        | 3      |      |
| 11   | Jemma Lowe             | Regno Unito   | 2:08.67 | 3        | 4      |      |
| 12   | Audrey Lacroix         | Canada        | 2:08.88 | 3        | 6      |      |
| 13   | Otylia Jędrzejczak     | Polonia       | 2:09.01 | 3        | 7      |      |
| 14   | Martina Granstroem     | Svezia        | 2:09.12 | 3        | 2      |      |
| 15   | Hye Ra Choi            | Corea del Sud | 2:09.33 | 5        | 7      |      |
| 16   | Ida Markovarga         | Svezia        | 2:09.38 | 5        | 1      |      |
| 17   | Katerine Savard        | Canada        | 2:09.41 | 4        | 1      |      |
| 18   | Martina Van Berkel     | Svizzera      | 2:09.68 | 3        | 8      |      |
| 19   | Katinka Hosszú         | Ungheria      | 2:10.06 | 5        | 3      |      |
| 20   | Judit Ignacio Sorribes | Spagna        | 2:10.48 | 5        | 2      |      |
| 21   | Mirela Olczak          | Polonia       | 2:10.69 | 4        | 8      |      |
| 22   | Anja Klinar            | Slovenia      | 2:10.83 | 4        | 7      |      |
| 23   | Rita Medrano           | Messico       | 2:10.84 | 2        | 6      |      |
| 24   | Sara Oliveira          | Portogallo    | 2:11.37 | 2        | 4      |      |
| 25   | Yana Martynova         | Russia        | 2:11.82 | 5        | 8      |      |
| 26   | Emilia Pikkarainen     | Finlandia     | 2:12.44 | 2        | 3      |      |
| 27   | Alessia Polieri        | Italia        | 2:13.65 | 3        | 1      |      |
| 28   | Sara Nordenstam        | Norvegia      | 2:16.09 | 2        | 2      |      |
| 29   | WanJung Cheng          | Taipei cinese | 2:16.63 | 2        | 5      |      |
| 30   | Katarina Listopadova   | Slovacchia    | 2:17.72 | 2        | 7      |      |
| 31   | Simona Muccioli        | San Marino    | 2:22.03 | 1        | 4      |      |
| 32   | Marie Laura Meza       | Costa Rica    | 2:23.68 | 1        | 3      |      |
| 33   | Noel Borshi            | Albania       | 2:29.16 | 1        | 5      |      |

## Semifinali
| Pos. | Atleta                 | Nazionalità   | Batteria | Corsia | Tempo   | Note |
| ---- | ---------------------- | ------------- | -------- | ------ | ------- | ---- |
| 1    | Jemma Lowe             | Regno Unito   | 2        | 7      | 2:06.30 |      |
| 2    | Natsumi Hoshi          | Giappone      | 2        | 4      | 2:06.65 |      |
| 3    | Zige Liu               | Cina          | 2        | 3      | 2:06.69 |      |
| 4    | Ellen Gandy            | Regno Unito   | 1        | 5      | 2:06.73 |      |
| 5    | Zsuzsanna Jakabos      | Ungheria      | 1        | 4      | 2:06.77 |      |
| 6    | Jessicah Schipper      | Australia     | 2        | 2      | 2:06.93 |      |
| 7    | Liuyang Jiao           | Cina          | 1        | 6      | 2:06.99 |      |
| 8    | Stephanie Rice         | Australia     | 2        | 6      | 2:07.32 |      |
| 9    | Mireia Belmonte Garcia | Spagna        | 1        | 3      | 2:07.94 |      |
| 9    | Kathleen Hersey        | Stati Uniti   | 2        | 5      | 2:07.94 |      |
| 11   | Martina Granstroem     | Svezia        | 1        | 1      | 2:08.01 |      |
| 12   | Audrey Lacroix         | Canada        | 1        | 7      | 2:08.70 |      |
| 13   | Hye Ra Choi            | Corea del Sud | 2        | 8      | 2:08.81 |      |
| 14   | Teresa Crippen         | Stati Uniti   | 1        | 2      | 2:09.27 |      |
| 14   | Otylia Jędrzejczak     | Polonia       | 2        | 1      | 2:09.27 |      |
| 16   | Ida Markovarga         | Svezia        | 1        | 8      | 2:09.56 |      |

## Finale
| Pos. | Atleta            | Nazionalità | Tempo   | Corsia | Note |
| ---- | ----------------- | ----------- | ------- | ------ | ---- |
|      | Liuyang Jiao      | Cina        | 2:05.55 | 1      |      |
|      | Ellen Gandy       | Regno Unito | 2:05.59 | 6      |      |
|      | Zige Liu          | Cina        | 2:05.90 | 3      |      |
| 4    | Natsumi Hoshi     | Giappone    | 2:05.91 | 5      |      |
| 5    | Stephanie Rice    | Australia   | 2:06.08 | 8      |      |
| 6    | Zsuzsanna Jakabos | Ungheria    | 2:06.35 | 2      |      |
| 7    | Jemma Lowe        | Regno Unito | 2:06.64 | 4      |      |
| 7    | Jessicah Schipper | Australia   | 2:06.64 | 7      |      |